# Coelichneumon lividusus
Coelichneumon lividusus är en stekelart som först beskrevs av Tohru Uchida 1925.  Coelichneumon lividusus ingår i släktet Coelichneumon och familjen brokparasitsteklar. Inga underarter finns listade i Catalogue of Life.